# Spoorbrug bij Kuringen
De spoorbrug bij Kuringen is een boogbrug over het Albertkanaal nabij Kuringen in de Belgische gemeente Hasselt. De brug maakt deel uit van de spoorlijn 21A. In 2019 begonnen Infrabel en De Vlaamse Waterweg met de vervanging van de oude vakwerkbruggen. Hiervoor werd eerst een brug afgebroken waardoor het treinverkeer ruim twee jaar over een spoor moest. In april 2020 werd de nieuwe boogbrug ingevaren en werden de sporen verlegd naar deze nieuwe brug. Hiervoor moest ruim zes kilometer aan sporen, bovenleiding en seingeving opnieuw aangelegd worden. Na het openstellen van de nieuwe brug werd dan de resterende vakwerkbrug afgebroken.

## Foto's

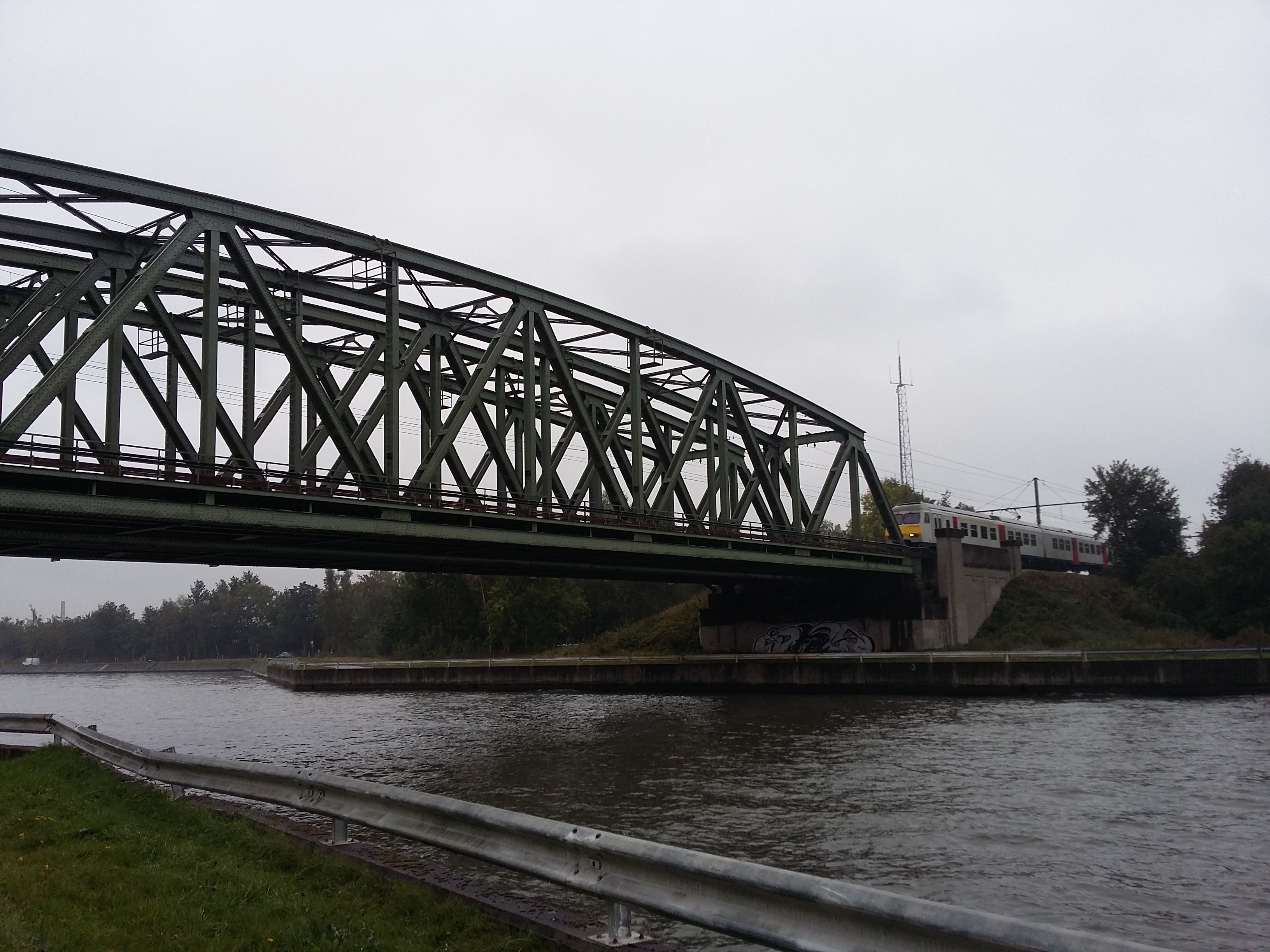
Verkeer op de brug
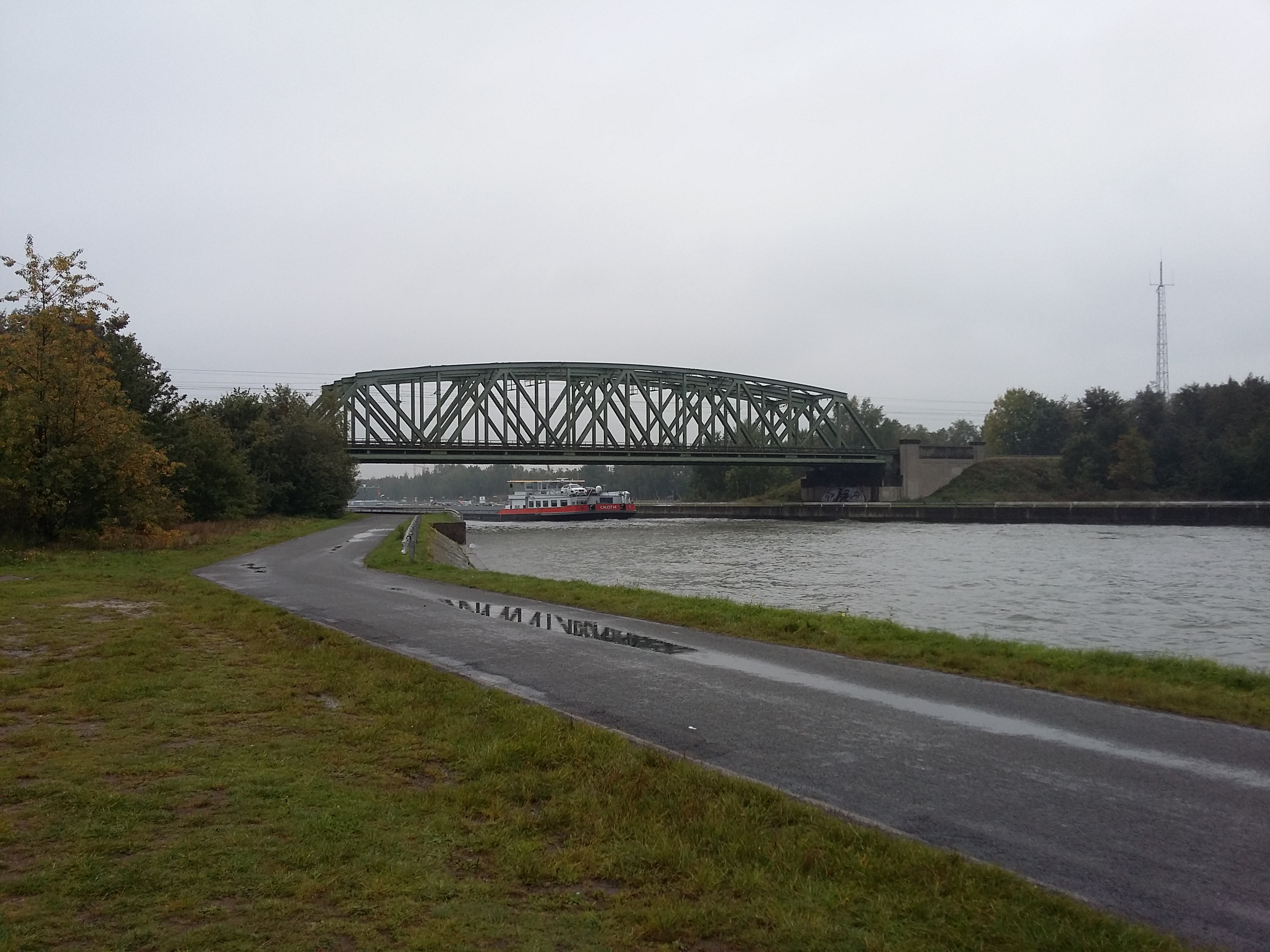
Verkeer onder de brug
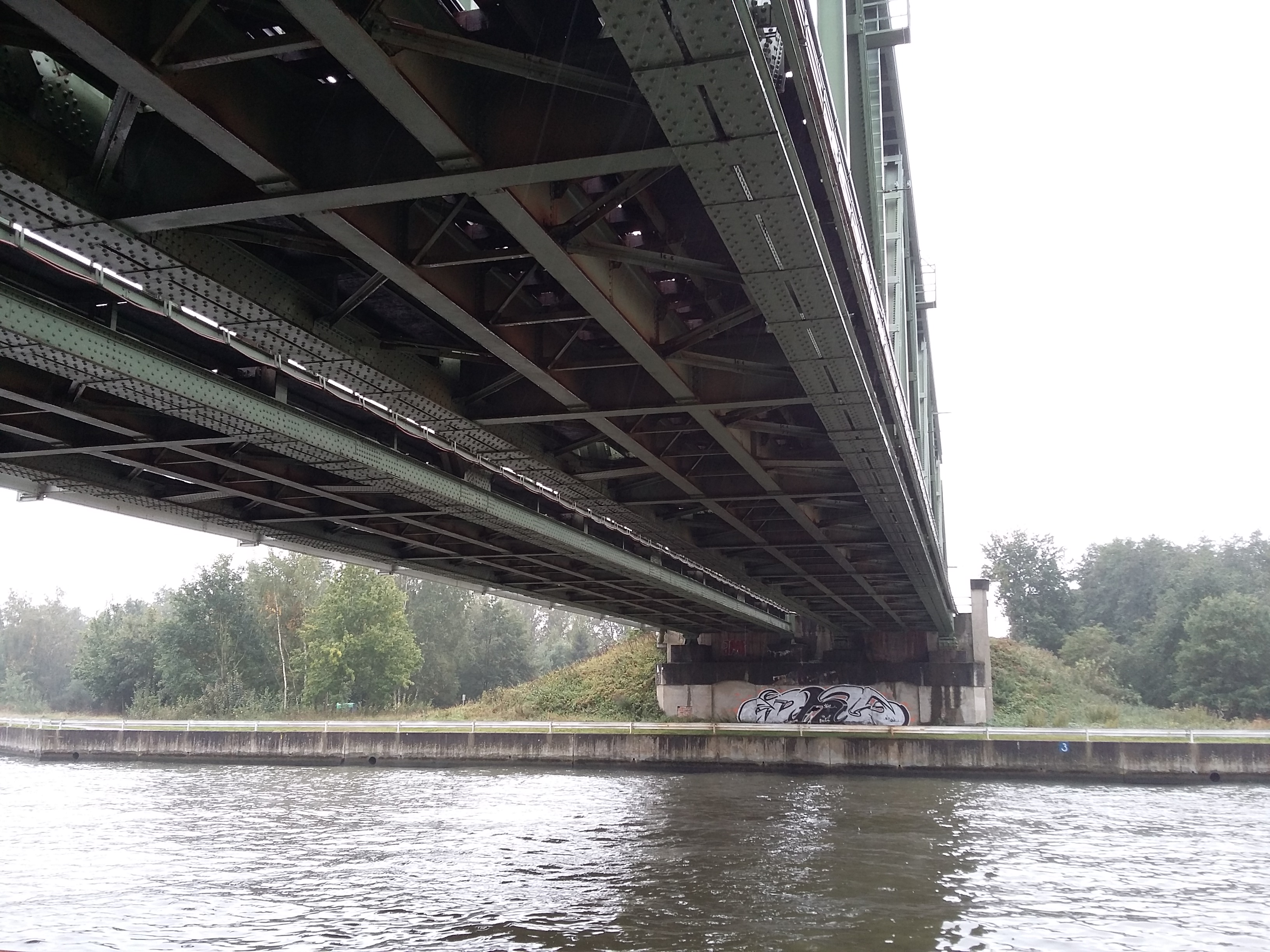
Onderzijde